# التهيئة المعرفية (الإعلامية)

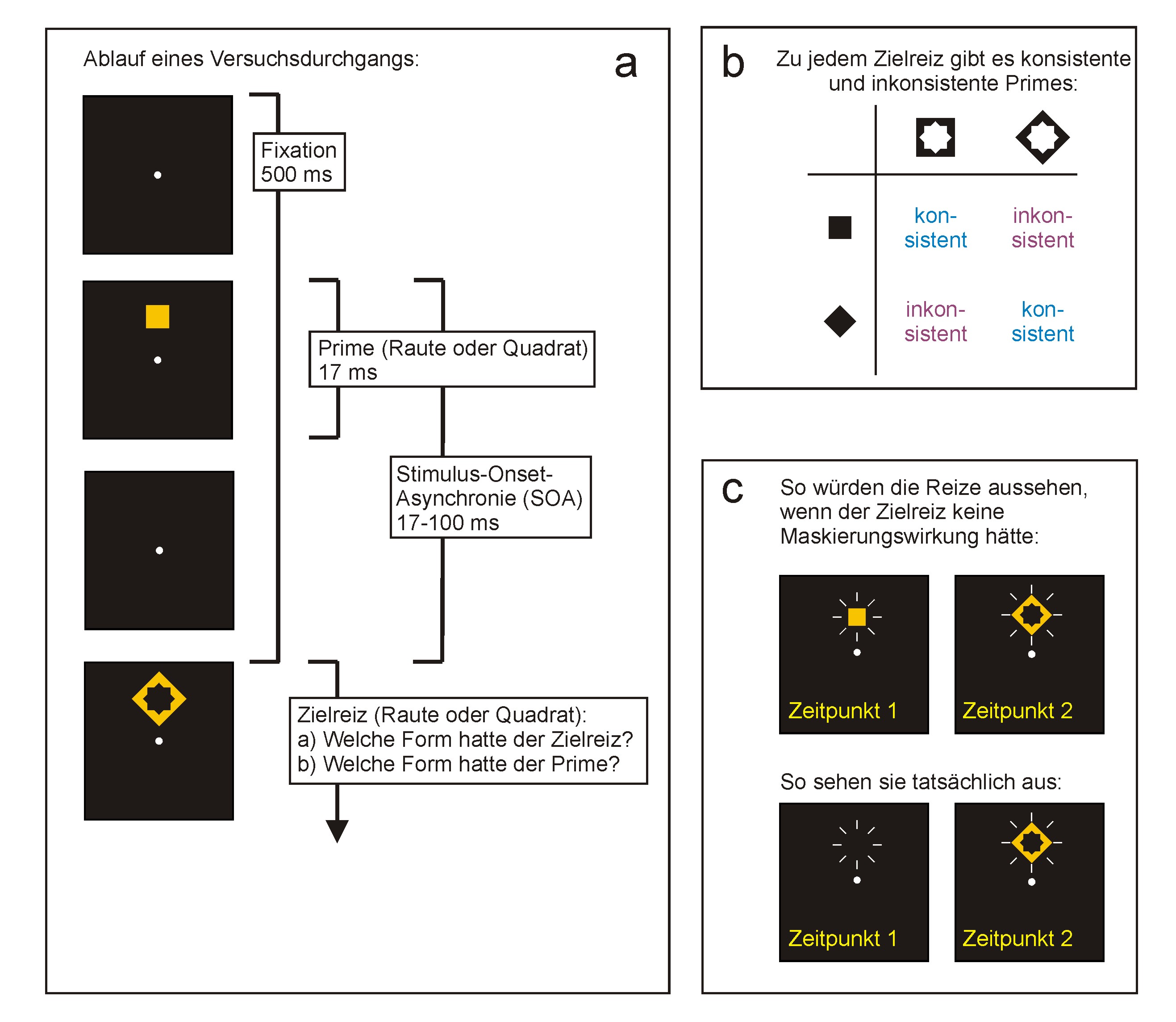
عملية التشغيل الأولي ب) الأعداد الأولية المتسقة مقابل غير المتسقة ج) الإخفاء

تنص نظرية التهيئة المعرفية (الإعلامية) على تحفيز الأفكار المتعلقة بالصور الإعلامية في أذهان الجمهور. 
وترتكز نظرية التهيئة المعرفية على علم النفس الإدراكي وتُشتق من نموذج الشبكة الترابطية للذاكرة البشرية، حيث يتم تخزين فكرة أو مفهوم ما كعقدة في الشبكة وترتبط بأفكار أو مفاهيم أخرى عبر مسارات دلالية. وتشير التهيئة إلى تنشيط العقدة في هذه الشبكة، والتي قد تكون بمثابة تصفية، أو إطار تفسيري، أو فرضية لمعالجة المعلومات أو اتخاذ قرار. 

## نموذج العام للعدوانية
يدمج نموذج العدوانية العام ( GAM )بين نظرية التهيئة ونظرية التعلم الاجتماعي لوصف كيف يمكن أن يتسبب التعرض للتهيئة الإعلامية في تحفيز السلوك العنيف المكتسب سابقاً عبر التفكير، و العواطف، او الحالات الفسيولوجية. ومع ذلك، فقد تعرضت نظرية GAM لانتقادات كبيرة في السنوات الأخيرة بسبب افتراضات غير مثبتة وضعف دعم البيانات للنظرية. 

## التهيئة الإعلامية  في المجال السياسي
تعرف التهيئة الإعلامية السياسية "بالعملية التي يركز فيها الإعلام على بعض القضايا والتي يغفل عنها،   وبالتالي   تتغيير المعايير التي يقيّم بها الناس لمرشحيّ الانتخابات".  أظهرت  بعض  الدراسات أن هناك جانباً للتأثيرات الإعلامية الفعالة والتي قد تتجاوز تحديد الأولويات. في عام 1982، حدد إينجار وبيترز وكيندر لأول مرة هذا البعد الإضافي وأُطلق عليه اسم " التهيئة المعرفية".  وتقوم النظرية على افتراض أن الناس ليس لديهم إلمام كاف بالأمور السياسية ولا يأخذون بعين الاعتبار كل ما يعرفونه عند اتخاذ القرارات السياسية - بينما يجب التفكير بما يتبادر إلى الذهن بشكل أسرع. ومن خلال جذب الانتباه إلى بعض الجوانب السياسية على حساب جوانب أخرى، وقد يساعد الإعلام في تحديد الشروط التي تستند إليها الأحكام السياسية، بما في ذلك تقييمات الشخصيات السياسية.  تحدث التهيئة المعرفية عندما تقترح وسائل الإعلام الاخبارية على الجمهور بعض الطرق والقضايا المحددة التي ينبغي استخدامها لتقييم أداء القادة والحكومات. 
غالباً ما يتم مناقشة التهيئة المعرفية جنباً إلى جنب مع نظرية ترتيب الأولويات. ويعود سبب هذا الارتباط لجزئين. حيث ان الجزء الأول بحسب هاستي وبارك:  فإن كلتا النظريتين تتمحوران حول استرجاع المعلومات الرئيسية، كما يعملان على فكرة استخدام الناس للمعلومات المتوفرة بسهولة أكبر عند اتخاذ القرارات. أما بالنسبة للجزء الثاني بحسب إينجار وكيندر: فإن التهيئة المعرفية تعتبر جزء أخير من عملية ذات جزئين، بالتتابع مع نظرية ترتيب الأولويات، والتي تحدث مع مرور الوقت. فبمجرد أن تجعل نظرية ترتيب الأولويات قضية بارزة، فإن التهيئة المعرفية تُعتبر العملية التي من خلالها "يمكن لوسائل الإعلام تجسيد الاهتمامات التي يأخذها الناس بعين الاعتبار عند إصدار الأحكام حول المرشحين أو القضايا السياسية". باختصار؛ تشير كلتا النظريتين إلى سهولة الوصول إلى المعلومات في ذهن الفرد، ولكن التهيئة المعرفية يمكن أن تحدث على فترة من الزمن بعد التعرض لنشاط إعلامي محدد. 
وكما حلل الباحثون تأثير التهيئة المعرفية السياسية من خلال الأخبار.  حيث أشارت النتائج السابقة إلى أن وسائل الإعلام السياسية خدمت الجمهور الرئيسي، لكن الباحثون اختلفوا حول إن كان بسبب زيادة التوافر على وسائل الإعلام السياسية بدلاً من التهيئة المعرفية.  وبدلاً من تحليل وسائل الإعلام التي تؤثر على ما يفكر فيه الناس،فقد حول الباحثون تركيزهم إلى تحليل كيفية تأثير وسائل الإعلام السياسية على الأداء الرئاسي المتوقع. 

## البحث
بعض أنواع التهيئة المعرفية هي  التهيئة المعرفية وعملية التهيئة المعرفية . ويظهر مضمون التهيئة المعرفية عندما يتم تهيئة المعلومات وتقوم العمليات المعرفية بإنشاء تمثيلات ذهنية ، مما يؤثر على الاستجابة لها .  هناك العديد من أشكال مضمون التهيئة المعرفية، مثل التهيئة الدلالية، والتهيئة المرتبطة بالحالات الخاصة، والتهيئة التقييمية، والتهيئة المباشرة و غير المباشرة، وما إلى ذلك. وتحدث عملية التهيئة المعرفية عندما تصبح التهيئة  متاحة بشكل أكبر، وبالتالي تزداد احتمالية تنفيذ نتيجتها. 
لايمكن للتهيئة المعرفية ان تكون دائماً غير مقصودة، كما يوضح جاكوبس وشابيرو في التحليل الكمي والتاريخي لحملة جون إف كينيدي الرئاسية في عام 1960 . ويوسع بحثهما نطاق  تطبيق نظرية التهيئة المعرفية من تركيزها الأصلي على كيفية تصرف الأفراد في المواقف واتخاذ القرارات لدراسة سلوك المرشح. ويقولون إن هذا النهج الجديد "يغير التركيز التحليلي من التحريض غير المقصود إلى التحريض المقصود، أي الاستراتيجيات المتعمدة التي يتبعها المرشحون للتأثيرعلى الناخبين". يشير الباحثون إلى أن التهيئة المعرفية يمكن أن تكون بمثابة حملة استراتيجية فعالة للمرشحين الرئاسيين، من خلال عملية استخدامات محسوبة بعناية للرأي العام في القضايا السياسة لتأثير على معايير الناخبين لتقييم سمات المرشحين. في هذه الدراسة، يركز الباحثون على انتخابات عام 1960 بسبب دمج الاستطلاعات المبتكرة في استراتيجية حملة كينيدي التي مكنته من استغلال منصبة لتشكيل صورته. وقد استند بحثهم إلى الأدلة الأولية المستمدة من السجلات الأرشيفية والمقابلات، بالإضافة إلى مزيج من التحليل التفسيري والكمي. وقد اكتشفوا وجود علاقة واضحة بين كلاً من اتجاهات كينيدي إزاء القضايا السياسية ونتائج إستطلاعاتة الخاصة بالرأي العام. فقد جمعت حملته الإنتخابية بين توليد صورة ذهنية وبين اتخاذ المواقف المتعلقة بالقضايا التي تستجيب لما يصوره الرأي العام. على الرغم من أن هذه الدراسة تهمل الأسئلة المتعلقة بكيف ولماذا يستخدم السياسيون الحقيقيون نتائج الاختراع للناخبين الرئيسيين، إلا أن جاكوبس وشابيرو أثبتا بكفاءة أن طريقة التهيئة المعرفية قوية بما يكفي لكي يتعمد المرشحون الرئاسيون استخدامها  كأداة للتأثير على الرأي العام أثناء الحملات الانتخابية. 
في عام (1982) ابدأ اينجار وبيتيرس وكايندر دراستهم  حول التهيئة المعرفية بتحديد التأثير الذي قد تحدثه التهيئة المعرفية المتعمدة على تقييم المواطنين للرئيس جيمي كارتر. وتنص فرضيتهم على إبراز بعض المواضيع السياسية، مثل الدفاع أو النفقات، عبر وسائل الإعلام عن طريق بثّها أثناء ساعات ذروة المشاهدة، والذي يحث بدوره المشاهدين على تقييم الرئيس كارتر بناءً على المواضيع المعروضة. وقد برهنت نتائج التجربة على ظاهرة ترتيب الأولويات كما وظاهرة التهيئة المعرفية. أولاً، أوجد اينجار وآخرون ما يثبت ظاهرة ترتيب الأولويات في العلاقة الطردية بين التعرض لموضوع سياسي معين وأهميته عند تقييم الرئيس.
ثم وجدوا أن المواضيع المعروضة قد أثرت على التقييم الفعلي لأداء الرئيس، والذي يثبت بدوره ظاهرة التهيئة المعرفية. تشير هذه التجربة لمدى مقدرة وسائل الإعلام الاخبارية على توجيه انتباه الرأي العام وإدراكه للشخصيات السياسية، ولكن إلى جانب ذلك فقد أشار الباحثون أيضاً إلى أن تأثير التهيئة المعرفية قد عجز أمام الأشخاص ذو الإلمام الواسع بالسياسة. أوصل هذا فريق اينجار إلى استنتاج مفاده أن للتهيئة المعرفية آثار تختلف باختلاف الاطلاع الذاتي للفرد قبل التعرض لوسائل الإعلام السياسية الاخبارية. 
تشير الأبحاث أيضاً إلى أن تغطية وسائل الإعلام لقضايا سياسية محددة أثناء الحملات الانتخابية، يمكن لها أن تؤثر على تهيئة المشاهد لاتخاذ قرار معين من خلال عملية مكونة من جزأين: 1) تقوم الحملات الانتخابية ووسائل الإعلام بتبليغ الجمهور رسائل محددة عن الأحزاب والمرشحين. 2) نتيجة عن ذلك، يتبنى الجمهور موقف الحزب أو المرشح المفضل لديه. هذا المفهوم الذي يتضمن صياغة وسائل الإعلام المتحيزة رسائل سياسية تفضل حملة انتخابية أو موقف دون آخر. في هذه الحالات، يعتبر هذا عاملاً قوياً بشكل خاص، حيث يتسبب في شغل رأي الناخبين بذلك الرأي أو الموقف الذي يتبناه الحملة أو المرشح ومن ثم تشكل ثقافة المجتمع والفرد بربط ذلك الرأي أو الموقف حياته الشخصية.
قامت الأبحاث العلمية ايضاً بفحص مفهوم "انتشار التنشيط" عبر وسائل الإعلام وأبحاث العلوم الاجتماعية. حيث يقصد بمفهوم انتشار التنشيط أنه كلما زادت التغطية الإعلامية لمسألة ما، زادت أهميتها في ذهن المشاهد، مما ينتج عنه أن تصبح تلك المسألة معياراً يقيس بها مسائل أخرى ذات صلة. تعتمد هذه النظرية على افتراضات سابقة حول نماذج كيفية معالجة المعلومات وتكوين الرأي من خلال الذاكرة المستندة. وتدعي هذه النظرية أن "تجمعات المعرفة العقلية" هي كيفية تنظيم الأشخاص للمعلومات التي يعالجونها ويدركونها، وأن هذه التجمعات تؤثر على قابلية الوصول العقلي لها اعتماداً على الأحداث في أي لحظة محددة. وبالتالي فإن التهيئة المعرفية ترتبط بتشكيل رأي الفرد بناءً على بروز سمات وعوامل معينة خلال عملية اتخاذ القرار.

## تكرار ابحاث اخرى
هناك جدل مستمر حول فعالية التهيئة المعرفية. أحدى القيود  في دراسات التهيئة المعرفية النفسية (تعتبر مجال بحثي يختلف عما تمت مناقشته في هذا المدخل) وأن نتائجها تواجه صعوبة في ان تتكرر في ابحاث اخرى.  عندما يحاول الباحثون تكرار اعمال آخرى ويحصلون على نتائج غير متسقة، فإن ذلك يقلل من مصداقية النتائج الاصلية. السبب وراء صعوبة تكرار الدراسات الاولية  هو وجود العديد من العوامل التي قد تغير نتائجها.  هذه العوامل حساسة للغاية لدرجة أن تغيير المنهجية الأصلية للتجربة يمكن أن يغير النتائج أيضاً. بعض العوامل التي يمكن أن تؤثر على ان تكرر نتائج ابحاث اخرى  تشمل الظروف المادية المحيطة، والعوامل الفردية، والعوامل الاجتماعية، وما إلى ذلك. وحتى اذا تم تكرار نفس الظروف التجريبية فقد  لايستجيب الاشخاص أو يتفاعلوا مع التهيئة المعرفية على النحو ذاتها. إضافةً إلى ذلك يعتبر تلاشي التأثير مع مرور الوقت وجه آخر من أوجه قصور التهيئة المعرفية الإعلامية.

## أنظر أيضا
- التأثير الإعلامي
- نظرية وضع جدول الأعمال
- التأطير (العلوم الاجتماعية)
- التمهيدي (علم النفس)
- نافذة أوفرتون